# إسقاط القبطان

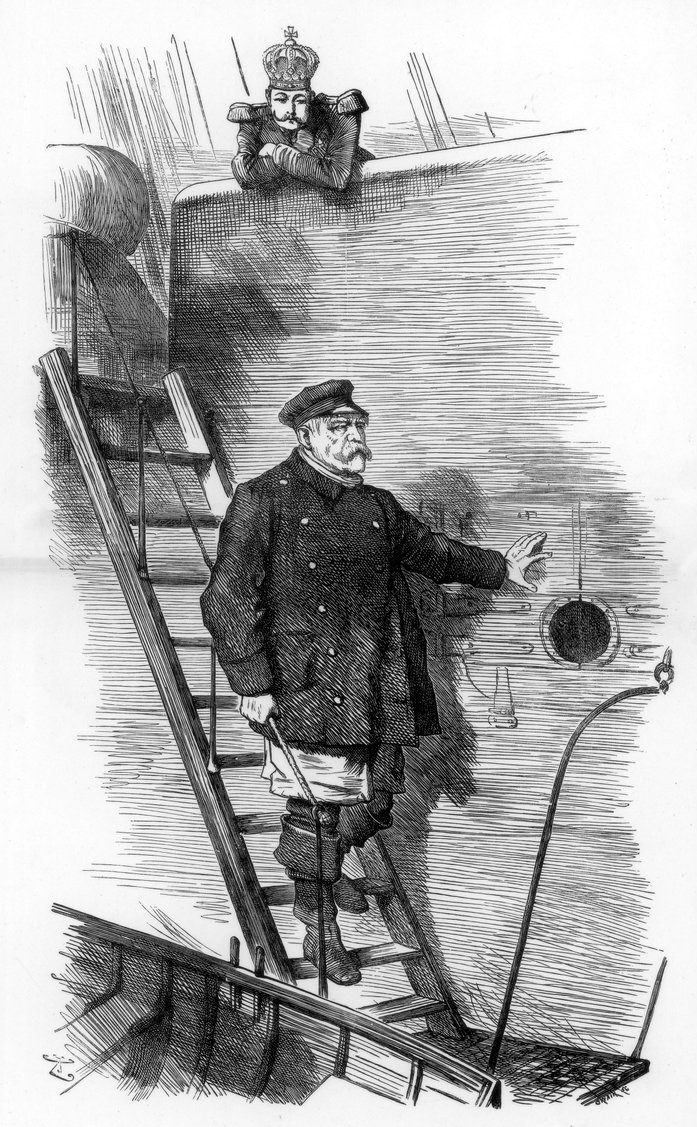
إسقاط القبطان. رسم كاريكاتوري للسير جون تينيل (1820–1914)، نُشر لأول مرة في المجلة البريطانية بانش، 29 مارس 1890

إسقاط القبطان هو رسم كاريكاتوري سياسي للسير جون تينيل، نُشر لأول مرة في مجلة بانش البريطانية في 29 مارس 1890. إنه يصور المستشار أوتو فون بسمارك كقبطان بحري ينزل من سفينة، ربما إشارة إلى سفينة دولة أفلاطون، يراقبه فيلهلم الثاني، قيصر ألمانيا. استقال بسمارك كمستشار بناءً على طلب فيلهلم قبلها بعشرة أيام فقط في 19 مارس بسبب الخلافات السياسية.
بعد نشر الرسوم المتحركة، تلقى تينييل عمولة من إيرل روزبيري الخامس لإنشاء نسخة ليتم إرسالها إلى بسمارك نفسه. وبحسب ما ورد، فقد رد المستشار السابق قائلًا: «إنها بالفعل نسخة أفضل».
الرسم معروف جدًا في ألمانيا وغالبًا ما يُستخدم في كتب التاريخ والكتب المدرسية، تحت عنوان القبطان يغادر السفينة (بالألمانية: Der Lotse geht von Bord).

## الاقتباسات

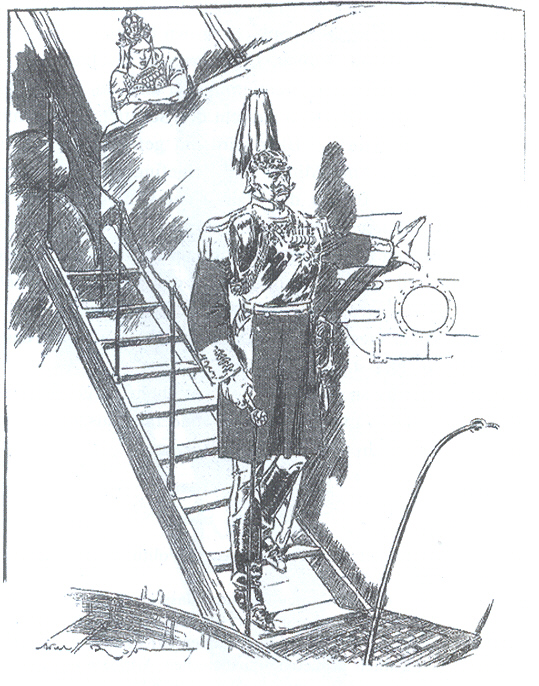
نبوءة؟ (إسقاط القبطان) بواسطة ويل دايسون، 1914
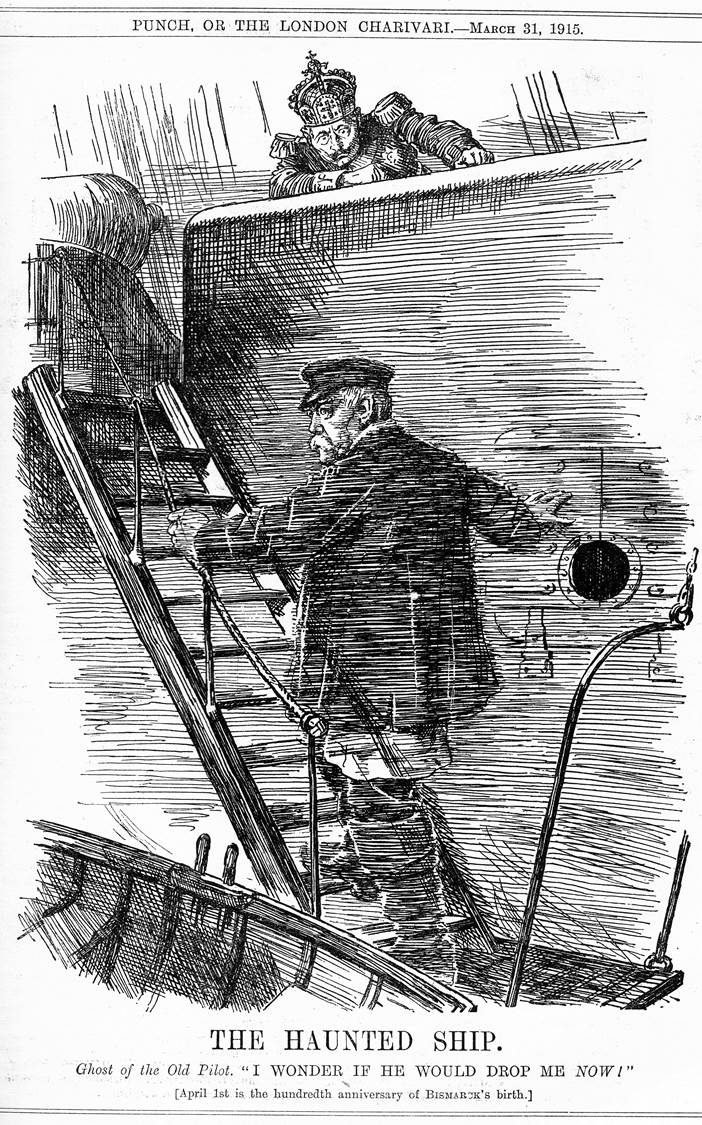
السفينة المسكونة بواسطة برنارد بارتريدج 1915
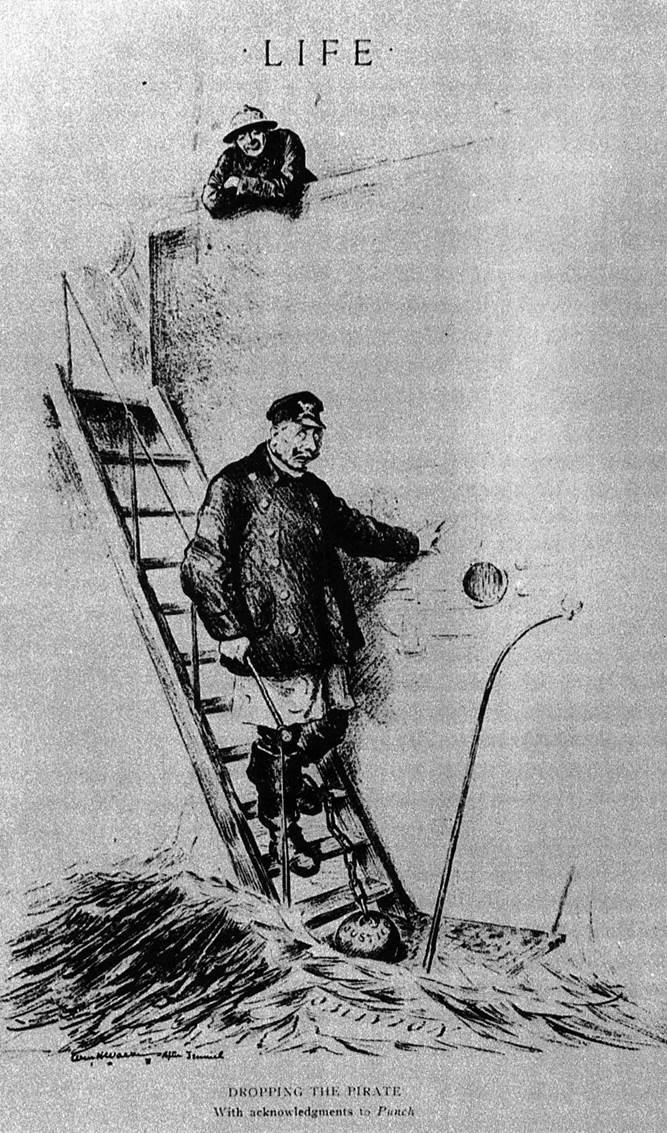
إسقاط القراصنة بقلم ويليام إتش ووكر، 1918

- إسقاط القبطان، في إشارة إلى إزالة القيصر فيلهلم من قائمة أميرال البحرية الملكية في عام 1914، من قبل ديفيد لو[5]
- إسقاط الطيار، في إشارة إلى ونستون تشرشل، بقلم دانيال بيشوب[6]
- كارتون إسقاط القباطنة يظهر خروتشوف وهو ينظر إلى أسفل بينما «القباطنة» الأربعة يغادرون سفينة الدولة.
- رسم كاريكاتوري يُظهر الطيار أبراهام لينكولن «مُسقطًا» من «الحفلة الكبرى القديمة» للكابتن باري غولد ووتر.
- رسم كاريكاتوري يظهر إسقاط مارغريت ثاتشر ك«قبطان».
- قام ستيف بيل من صحيفة الغارديان بتكييف الرسوم المتحركة:
  - نائب الرئيس يواجه العزلة بعد مغادرة الحليف الرئيسي للبنتاجون[7]
  - العراقيون يحتفلون بانسحاب القوات الأمريكية المقاتلة[8]
  - رد ديفيد كاميرون على ذنب كولسون[9]
  - إسقاط الببوت (استقالة داميان غرين)[10]
- قام مارتن روسون من الغارديان بتكييف الرسوم المتحركة بشكل متكرر:
  - خروج ستيف هيلتون[11]
  - إسقاط القبطان[12]
  - استقالة مايكل فلين[13]